# Михайловка (Александрийский район)
Миха́йловка (укр. Михайлівка; до 1917 — Сухиново) — село в Попельнастовской сельской общине Александрийского района Кировоградской области Украины.
Население по переписи 2001 года составляло 321 человек. Телефонный код — 5235. Код КОАТУУ — 3520384901.